# Centruroides bicolor
Espèce
Synonymes
- Centrurus bicolor Pocock, 1898

Centruroides bicolor est une espèce de scorpions de la famille des Buthidae.

## Distribution
Cette espèce se rencontre au Costa Rica et au Panama.

## Description
La femelle holotype mesure 109 mm et le mâle paratype 120 mm.

## Publication originale
- Pocock, 1898 : « Descriptions of some new Scorpions from Central and South America. » Annals and Magazine of Natural History, sér. 7, vol. 1, p. 384-394 (texte intégral).